# Phytocoris pulchricollis
Phytocoris pulchricollis är en insektsart som beskrevs av Van Duzee 1923. Phytocoris pulchricollis ingår i släktet Phytocoris och familjen ängsskinnbaggar. Inga underarter finns listade i Catalogue of Life.